# ويلارد إيفز
ويلارد إيفز هو سياسي أمريكي، ولد في 7 يوليو 1806، وتوفي في 19 أبريل 1896. نشط حزبياً في الحزب الديمقراطي. وقد انتخب عضو مجلس النواب الأمريكي ‏.